# Waltari
I Waltari (pronuncia: vàltari) sono un gruppo musicale avant-garde metal finlandese attivo dal 1986.

## Storia del gruppo
Lo stile del gruppo è rappresentato da un crossover di estrazione metal con influenze rock, hip hop e industrial.
La maggior parte della musica è scritta da Kärtsy Hatakka. Il nome del gruppo è un omaggio al popolare scrittore finlandese Mika Waltari.
Il gruppo si è formato nella seconda metà degli anni '80 a Helsinki. Il primo EP è uscito nel 1989, mentre il primo album in studio nel 1991.
Nel 1995 è entrato nel gruppo Roope Latvala (Children of Bodom) al posto di Sami Yli-Sirniö, che tuttavia rientrerà nella formazione nel 2001.

## Formazione
Attuale
- Kärtsy Hatakka — basso, voce, tastiere (dal 1986)
- Jariot Lehtinen — chitarre, cori (dal 1986)
- Sami Yli-Sirniö — chitarre, cori (1989—1995, 1999, dal 2001)
- Ville Vehviläinen — batteria (dal 2004)
- Kimmo Korhonen — chitarre, cori (dal 2009)
- Jani Hölli — tastiere (dal 2014)

Ex membri
- Sale Suomalainen — batteria (1986—1990, 2005)
- Janne Parviainen — batteria (1990—2002)
- Roope Latvala — chitarre (1995—2001)
- Mika Jarveläinen — batteria (2002—2004)
- Janne Immonen — tastiere, programmazioni (2006—2014)
- Nino Silvennoinen — chitarre, cori (2013-2019)

## Discografia
Album in studio
- 1988 - Waltari
- 1991 - Monk-Punk
- 1992 - Torcha!
- 1994 - So Fine! (con Angelit)
- 1995 - Big Bang
- 1996 - Yeah! Yeah! Die! Die! Death Metal Symphony in Deep C
- 1997 - Space Avenue
- 1998 - Decade (raccolta)
- 1999 - Radium Round
- 2000 - Channel Nordica (con Angelit)
- 2004 - Rare Species
- 2005 - Blood Sample
- 2007 - Release Date
- 2009 - Below Zero
- 2011 - Covers All
- 2015 - You are Waltari
- 2020 - Global Rock
- 2021 - 3rd Decade - Anniversary Edition

EP
- 1989 - Roskia/Avfall
- 1990 - Mut Hei
- 1992 - Aika Tuulee
- 1994 - Misty Man
- 1997 - Blind Zone
- 2001 - Back to Persepolis

Raccolte
- 1993 - Pala Leipää
- 1998 - Decade
- 2006 - Early Years
- 2008 - The 2nd Decade - In the Cradle